# Ulysse-François-Ange de Séguier
 (juin 2013).
Si vous disposez d'ouvrages ou d'articles de référence ou si vous connaissez des sites web de qualité traitant du thème abordé ici, merci de compléter l'article en donnant les références utiles à sa vérifiabilité et en les liant à la section « Notes et références ».
Œuvres principales
A traduit, vers pour vers, des œuvres d'Homère, Horace, Ovide
Ulysse-François-Ange de Séguier, comte de Séguier.

## Vie
Après des études classiques à Rodez (France), Ulysse de Séguier dit s'être engagé dans l'armée, avoir participé au siège de Crimée, s'être battu en Italie ; il cite aussi le Mexique, Kœnigsberg, Dublin, Madrid, Madagascar, parle de terre malaise. Consul à Sydney, (Australie), c'est de Toulouse qu'il date, en 1895, la biographie (en vers) où il évoque ses voyages et se compare au héros de l'Odyssée d'Homère.

## Œuvres

### Traductions
- Homère, L'Odyssée
- Horace, Odes, Épodes et Chant séculaire
- Horace, Œuvres complètes (Odes, Épodes, Chant séculaire, Satires, Épitres, Art poétique)[1]
- Ovide, Les Amours

## Citation
Stances préliminaires

AU LECTEUR DÉBONNAIRE

Lecteur, prénom oblige : or, m’appelant Ulysse,

J’ai traduit I’Odyssée encore vers par vers.

Mais pour m’y préparer avec peine et délice,

Pendant trente-sept ans j’arpentai l’univers.

Volontaire d’abord dans notre ancienne armée,

Presque au sortir des bancs du classique Rodez,

Je concourus joyeux au siège de Crimée,

Narguant, le sabre en main, les fourches de l’Hadès.

À l’aller, au retour, de la crête des vagues,

Mes yeux émerveillés contemplaient Ténédos,

Et le tombeau d’Achille, et les horizons vagues

Où trônait l’Ilion qu’embla le roi d’Argos.

Devant moi se dressait, comme au soir de l’attaque,

Le cheval d’Épéus, vomissant de son bois

Les héros entassés par le grand chef d’Ithaque,

Pour fondre sur Héléne et Priam aux abois.

Et de ma bouche alors, qu’aspergeait l’onde amère,

Partaient ces mots : « Minerve ! Apollon ! père Zeus !

Faites-moi quelque jour interpréter Homère.

Si je ne tue Hector, que je sauve Odysseus ! »

Mais avant de toucher à son noble homonyme,

L’officier ingénu sous Mars devait blanchir,

Se battre en Italie, et, d’un cœur longanime,

Plus tard, un trône à bas, au Mexique languir.

Non sans fruit toutefois ! Las du dieu de la Thrace,

N’écoutant désormais que l’appel des neuf Sœurs,

Entre un Ovide, un Dante, il commença l’Horace

Que Didot maintenant offre entier aux penseurs.

Enfin gagnant Paris, de là ses antipodes.

Par Kœnigsberg, Dublin, Madrid, Madagascar,

Après tant de labeurs, des antiques rhapsodes

Le traducteur mûri se versa le nectar.

Et là-bas à Sydney, puis en terre malaise.

Puis aux bords de l’Allier, nomade narbonnais,

Il rima ce poème, auquel il est bien aise

D’adjoindre l’HOMÉROS DES AMASTRIANAIS [1].

        Toulouse, 8 septembre 1895.

Ulysse de S.